# Dominique Lapierre

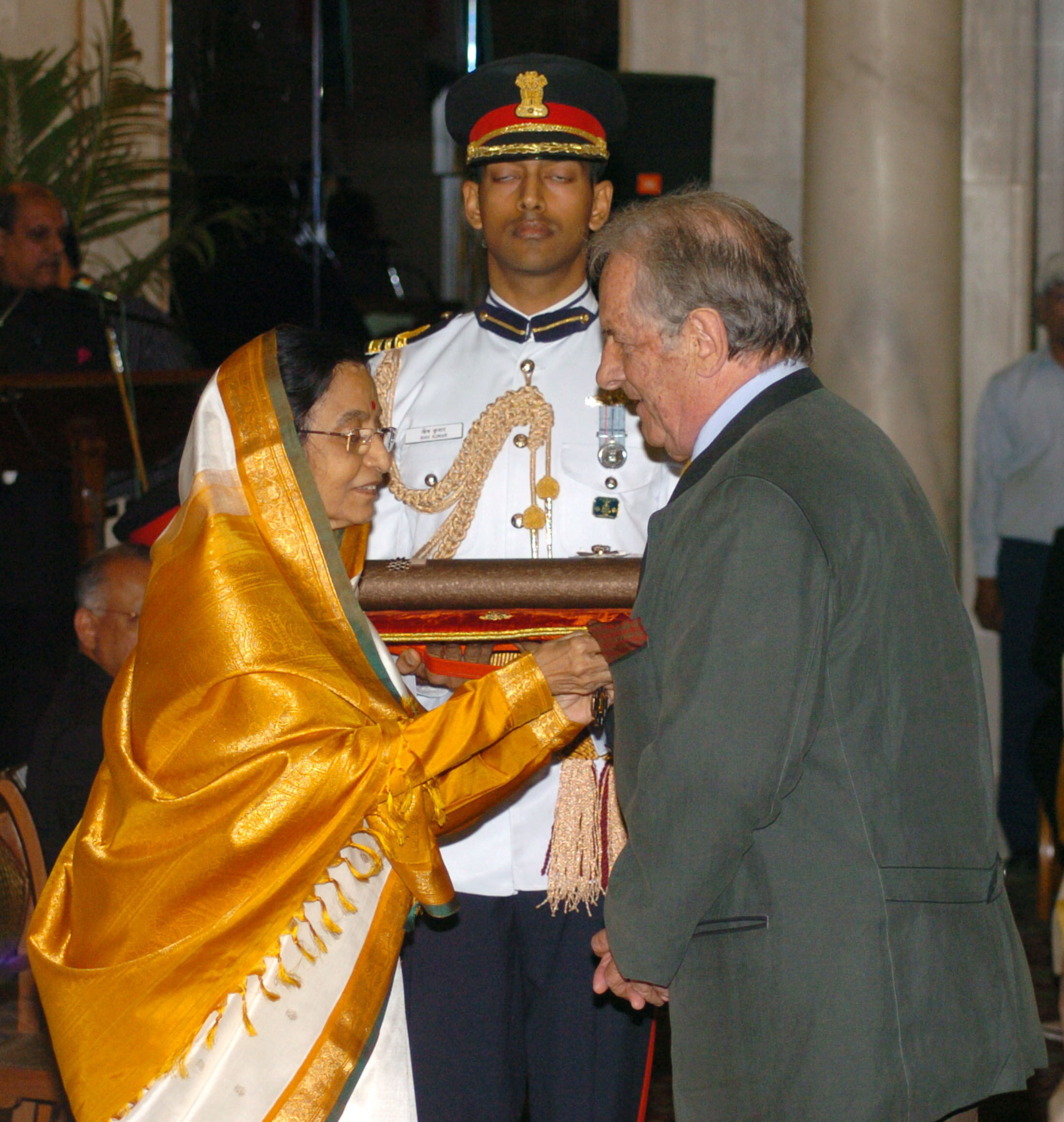
Beim Empfang des Padma Bhushan (2008)

Dominique Lapierre (* 30. Juli 1931 in Châtelaillon, Département Charente-Maritime; † 4. Dezember 2022 in Sainte-Maxime, Département Var) war ein französischer Schriftsteller und Humanist.

## Leben
Während seines Wehrdienstes in Paris lernte er den amerikanischen Soldaten Larry Collins kennen. Ihre Freundschaft dauerte bis zum Tod Larry Collins’ am 20. Juni 2005 und es gingen mehrere Bestseller aus der Zusammenarbeit des Duos hervor. René Clément schuf 1966 den Film Brennt Paris? nach ihrem gleichnamigen Roman aus dem Jahr 1964.
Das Schriftstellerteam widmete seine Romane der jüngsten Geschichte: Oder du wirst Trauer tragen dreht sich um das erstaunliche Schicksal eines Waisenkindes, das im Spanien des Bürgerkriegs der 1930er Jahre Millionär wird, indem es einer der berüchtigtsten Stierkämpfer der Geschichte wird, dem Lapierre und Collins in diesem Roman ein unheimlich langes Loblied singen. Die dramatische Geschichte in O Jerusalem spielt im zeitlichen Rahmen des ersten israelisch-arabischen Krieges. Um Mitternacht die Freiheit behandelt die Vorgeschichte und die Folgen der Unabhängigkeit Indiens von Großbritannien.
Der fünfte Reiter, ein Thriller über ein Wasserstoffbomben-Attentat in New York durch arabische Terroristen, die im Auftrag Gaddafis die Räumung des Westjordanlandes durch die Israelis erpressen wollen, ist eine spannende Darstellung des internationalen Terrorismus. New-York brûle-t-il fasst die Terrorhysterie in New York nach dem 11. September 2001 ins Auge.
Dominique Lapierres Solo-Werke drehen sich um einschneidende Themen der menschlichen Misere von Kalkuttas Slums bis zu den Aids-Opfern. 1981 gründete er eine Stiftung für leprakranke Kinder in Kalkutta. Dort arbeitete er auch eng mit Mutter Teresa zusammen. Seine Erlebnisse in Kalkutta inspirierten ihn zu Stadt der Freude, verfilmt mit Patrick Swayze in der Hauptrolle. Mutter Teresa gab ihm die Erlaubnis, einen Film über ihr Leben und das ihrer Schwestern zu drehen: Mother Teresa – In The Name of God’s Poor. Die Hauptrolle erhielt Geraldine Chaplin. Seine Reisen in alle Kontinente führten zu dem Werk Mille Soleils, das von den außergewöhnlichen Menschen handelt, die Dominique Lapierre kennen und schätzen lernte. Mit den Einnahmen aus den Urheberrechten erweiterte er seine humanitäre Hilfe in Indien. Es gelang ihm, die Tuberkulose in mehr als 1200 Dörfern auszurotten.
Lapierre war ein wichtiger Auslandsreporter für Paris Match. Er starb am 4. Dezember 2022 im Alter von 91 Jahren in Sainte-Maxime im südfranzösischen Département Var. Zuletzt hatte er in Ramatuelle bei Saint-Tropez gelebt.

## Werke
- Stadt der Freude (La Cité de la Joie, 1985)
- Ihr seid die Hoffnung (Plus grands que l’amour, 1990)
- Mille soleils (1997)

mit Larry Collins
- … Oder du wirst Trauer tragen (… Ou tu porteras mon deuil, 1968)
- Gandhi. Um Mitternacht die Freiheit: Indiens dramatischer Weg in die Unabhängigkeit (Cette nuit la liberté, 1975). rororo, Rowohlt, Reinbek bei Hamburg 1978, ISBN 3-499-17179-1.
- Brennt Paris? (Paris brûle-t-il ?, 1964; verfilmt 1966)
- O Jerusalem (Ô Jérusalem, 1972)
- Der fünfte Reiter (Le cinquième cavalier, 1980) (Platz 1 der Spiegel-Bestsellerliste vom 1. bis zum 7. Dezember 1980)
- New-York brûle-t-il?, 2004.

mit Javier Moro
- Fünf nach zwölf in Bhopal (Il était minuit cinq à Bhopal, 2001).: Europa Verlag, Hamburg/Leipzig/Wien 2004, ISBN 3-203-79508-6.